# Lancaster (Minnesota)
Pour les articles homonymes, voir Lancaster.
La ville américaine de Lancaster est située dans le comté de Kittson, dans l’État du Minnesota. Lors du recensement de 2010, sa population s’élevait à 340 habitants.